# Ramón Castro
Ramón Eusebio Castro Ruz (Birán, 1924. október 14. – Havanna, 2016. február 23.) kubai kommunista politikus és forradalmár, Fidel Castro és Raúl Castro kubai államelnökök bátyja.
A spanyol származású Ángel Castro y Argiz és Lina Ruz González második gyermekeként született 1924-ben. A kubai forradalom kezdetekor legidősebb fiúgyermekként otthon maradt az idős szülők gondozásának és a családi gazdaság igazgatásának okán. Figyelme ekkor fordult a mezőgazdaság felé, amely élete végéig meghatározta pályafutását. Az aktív harci cselekményektől távol maradt, a kommunista csapatok elszállásolásával és a katonai logisztikai feladatokkal volt megbízva.
A forradalom győzelme után a politikai elittől távol maradt, mezőgazdasági szakemberként, illetve gazdálkodóként tevékenykedett. Részt vett a kormány agrárpolitikájának kialakításában, több államilag szervezett mezőgazdasági program kezdeményezője volt. Magánéletéről keveset tudni, feleségétől legalább két fia született, Ramón Omar Castro és Ángel Castro, de van olyan forrás, ami szerint öt gyermekük volt. 2016. február 23-án, 91 éves korában érte a halál Havannában.